# 이용부 (고려)
이용부(李勇夫, ? ~ ?)는 고려 후기의 무관으로 본관은 전주 이씨이며, 조선의 초대 국왕인 조선 태조의 7대조로 전해지는 인물이다.

## 생애
신라의 사공을 지낸 이한의 14대손으로, 이형(李亨)의 딸과 결혼해 4남 1녀를 낳았다. 본인에 관한 기록은 대장군(大將軍), 태자청 도솔도사를 역임했다는 것 외에는 전해지지 않는다.
그의 아버지 이궁진(李宮進)은 고려의 한림부사(翰林副使), 충청도지휘사를 역임했으며 이진유의 아들이었다. 이용부의 할아버지는 이진유(李珍有)로 고려 생원(生員)의 호장(戶長)이며 이화(李華)의 아들이었다고 전한다.

## 가계
- 아버지 : 호장 이궁진(戶長 李宮進)
- 어머니 : 이씨(李氏) 또는 김씨(金氏)
  - 장남 : 이린(李璘)
  - 차남 : 이거(李琚)